# Чепели (Винницкая область)
Чепели (укр. Чепелі) — село на Украине, находится в Хмельницком районе Винницкой области.
Население по переписи 2001 года составляет 190 человек. Занимает площадь 0,9 км².

## История
Основано в 1710 году. 
Население на 2014 год составляет 100 человек ±10, люди в основном работают в поле, выращивают коров, свиней, с/х птицу. С каждым годом людей становится всё меньше и меньше… Школ, больниц, заправок, клубов, библиотек, дежурных участков здесь нету. В 1967-м году был построен кирпичный завод, но сейчас от него осталась только территория.

## Адрес местного совета
22032, Винницкая область, Хмельницкий р-н, с. Уланов, ул. Мира, 9, тел. 3-13-42; 3-14-56